# Ursavus
Ursavus je izumrli rod zvijeri iz porodice medvjeda koji je bio rasprostranjen u Sjevernoj Americi, Europi i Aziji tijekom miocena, prije 23-5,3 milijuna godina. 
Rod se iz Azije širi prema Sjevernoj Americi, pa tako postaje najraniji član potporodice Ursinae koji je živio u Novom svijetu. Ime rodu daje njemački zoolog i paleontolog Max Schlosser 1899. 